# Кастельверде
Кастельверде (итал. Castelverde) — коммуна в Италии, располагается в регионе Ломбардия, подчиняется административному центру Кремона.
Население составляет 5153 человека (на 2004 г.), плотность населения составляет 164 чел./км². Занимает площадь 30 км². Почтовый индекс — 26022. Телефонный код — 0372.
Покровителем коммуны почитается святой Архелай, празднование 29 августа.